# 2022년 한국시리즈
2022 신한은행 SOL KBO 한국시리즈는 2022년 11월 1일부터 11월 8일까지 펼쳐진 2022년 KBO 리그의 챔피언 결정전이다. 대진은 2022년 KBO 리그 정규 시즌 1위팀으로 SK 와이번스 시절 이후 첫 통합 우승에 도전하는 SSG 랜더스와 플레이오프 승리팀으로 통산 세 번째 한국시리즈에 진출해 첫 우승에 세 번째 도전을 하게 되는 키움 히어로즈가 맞붙었다.
결과는 SSG 랜더스가 시리즈 전적 4승 2패로 SK 와이번스 시절이었던 2018년 이후 4년만에 우승이자 역시 SK 시절인 2010년 이후 12년만의 통합 우승 그리고  SSG 랜더스라는 이름으로의 첫 우승으로 팀 통산 5번째 우승을 이뤄냈다. 
2022년 한국시리즈는 고척돔 중립경기가 3년만에 다시 없어졌으며, 2019년 한국시리즈와 같은 방식으로 진행된다. 다만, 한국시리즈 5차전은 2020년과 2021년 당시 진행됐던 방식대로 정규 시즌 우승팀의 홈구장인 인천SSG랜더스필드에서 치러진다.
한국시리즈 MVP는 5경기에서 교체 출전해 8타수 3안타(2홈런) 5타점, 1차전 대타 동점 솔로 홈런과 5차전 대타 역전 끝내기 3점 홈런으로 인상적인 활약을 보여주며 기자단 투표 77표 중 42표를 획득한 SSG의 외야수 김강민이 선정됐다. 김강민은 40세 1개월 26일로 한국시리즈 역대 최고령 MVP 기록을 세웠다.

## 정규 시즌
- 키움 히어로즈와 kt 위즈는 승, 무, 패, 승률이 모두 동일하지만 키움 히어로즈가 kt 위즈와의 상대 전적이 8승 1무 7패로 앞서므로 3위를 차지했다.
- 키움 히어로즈는 3위였으나 한국시리즈에 진출해 키움 히어로즈가 2위, LG 트윈스가 3위가 되었다.

| 순위 | 구단          | 경기 | 승 | 무 | 패 | 승률  | 연속 | 게임차 | 포스트시즌             |
| ---- | ------------- | ---- | -- | -- | -- | ----- | ---- | ------ | ---------------------- |
| 1    | SSG 랜더스    | 144  | 88 | 4  | 52 | 0.629 | 4패  | 0.0    | 한국시리즈 진출        |
| 2    | LG 트윈스     | 144  | 87 | 2  | 55 | 0.613 | 1승  | 2.0    | 플레이오프 진출        |
| 3    | 키움 히어로즈 | 144  | 80 | 2  | 62 | 0.563 | 1승  | 9.0    | 준플레이오프 진출      |
| 4    | kt 위즈       | 144  | 80 | 2  | 62 | 0.563 | 1패  | 9.0    | 와일드카드 결정전 진출 |
| 5    | KIA 타이거즈  | 144  | 70 | 1  | 73 | 0.490 | 1패  | 19.5   | 와일드카드 결정전 진출 |
| 6    | NC 다이노스   | 144  | 67 | 3  | 74 | 0.475 | 1패  | 21.5   | 진출 실패              |
| 7    | 삼성 라이온즈 | 144  | 66 | 2  | 76 | 0.465 | 2승  | 23.0   | 진출 실패              |
| 8    | 롯데 자이언츠 | 144  | 64 | 4  | 76 | 0.457 | 1승  | 24.0   | 진출 실패              |
| 9    | 두산 베어스   | 144  | 60 | 2  | 82 | 0.423 | 2패  | 29.0   | 진출 실패              |
| 10   | 한화 이글스   | 144  | 46 | 2  | 96 | 0.324 | 1패  | 43.0   | 진출 실패              |

## KBO 포스트시즌 대진표
|  | 와일드카드 결정전 | 와일드카드 결정전 | 와일드카드 결정전 |  |  | 준플레이오프 | 준플레이오프  | 준플레이오프 |  |  | 플레이오프 | 플레이오프    | 플레이오프 |  |  | 한국시리즈 | 한국시리즈    | 한국시리즈 |
|  |                   |                   |                   |  |  |              |               |              |  |  |            |               |            |  |  |            |               |            |
|  |                   |                   |                   |  |  |              |               |              |  |  |            |               |            |  |  | 1          | SSG 랜더스    | 4          |
|  |                   |                   |                   |  |  |              |               |              |  |  | 2          | LG 트윈스     | 1          |  |  | 3          | 키움 히어로즈 | 2          |
|  |                   |                   |                   |  |  | 3            | 키움 히어로즈 | 3            |  |  | 3          | 키움 히어로즈 | 3          |  |  |            |               |            |
|  | 4                 | kt 위즈           | 1(+1)             |  |  | 4            | kt 위즈       | 2            |  |  |            |               |            |  |  |            |               |            |
|  | 5                 | KIA 타이거즈      | 0                 |  |  |              |               |              |  |  |            |               |            |  |  |            |               |            |

### 와일드카드 결정전
와일드카드 결정전에서는 정규리그 5위로 4년 만에 가을 야구에 진출한 KIA 타이거즈와 시즌 막판까지 3위 싸움을 벌였던 정규 리그 4위이자 디펜딩 챔피언 kt 위즈가 격돌했다. 시즌 막판 우여곡절이 있었지만 5위를 확정한 KIA와 시즌 마지막 경기였던 LG와의 경기에서 끝내기 패배를 당해 4위로 미끄러진 kt의 대결이어서 분위기 싸움으로 갈릴 것으로 전망된 시리즈였다. 결과는 1차전에서 선발 소형준의 5.1이닝 2실점(1자책) 호투와 결승 2타점 2루타를 친 조용호, 8회말 쐐기 3타점 2루타를 터트린 배정대의 활약을 앞세워 정규리그 4위 kt가 6:2로 KIA에 승리하며 1차전에서 마무리 짓고 준플레이오프에 진출했다. MVP로는 8회말 3타점 2루타를 터트린 kt의 외야수 배정대가 선정되었다.

### 준플레이오프
3년 만에 5전 3선승제로 환원되어 열린 준플레이오프는 정규 리그 3위 키움 히어로즈와 와일드카드 결정전의 승자 kt 위즈가 격돌했다. 양 팀은 5차전까지 가는 치열한 접전을 펼쳤다. 키움은 선발 안우진의 호투와 8회 송성문의 결승 적시타로 1차전, 경기 초반부터 터진 타선의 힘으로 3차전을 가져왔고 kt는 선발 벤자민과 루키 박영현의 호투로 2차전, 4차전에서 키움 불펜진을 무너트리며 2승 2패로 5차전까지 승부를 끌고 왔으나 5차전에서 1차전과 같이 안우진의 호투와 송성문의 결승타로 키움이 승리하며 3년만에 플레이오프에 진출했다. 시리즈 전체 MVP는 2경기 선발로 등판해 12이닝 동안 탈삼진 17개를 잡고 단 2점만 내주며 위력적인 공을 뿌린 키움의 투수 안우진에게 돌아갔다.

### 플레이오프
플레이오프에서는 강력한 투수력을 앞세워 정규리그 2위로 플레이오프에서 기다렸던 LG 트윈스와 준플레이오프에서 5차전까지 가는 접전을 펼친 끝에 올라온 키움 히어로즈가 격돌했다.  1차전은 켈리의 호투와 탄탄한 수비를 앞세워 LG가 먼저 잡았으나 키움이 2차전 접전 끝에 한 점차 승리를 따낸 후 다시 기세를 이어가며 임지열과 이정후의 백투백 홈런으로 3차전을 잡았고 4차전도 애플러의 호투와 타선 집중력을 앞세워 승리하며 시리즈 전적 1패 후 3연승으로 키움이 3년만에 한국시리즈에 진출했다. 시리즈 전체 MVP는 16타수 8안타 1홈런 (타율 .500)로 맹타를 휘두른 키움의 외야수 이정후가 차지했다.

## 출장자 명단
- 플레이오프 승자 키움 히어로즈는 박찬혁을 엔트리에서 제외시키고, 김시앙을 합류시켰다.

| 팀            | 선수 명단 |
| SSG 랜더스    | - 감독 - 김원형 - 코치 - 김민재, 손지환, 조원우, 이진영, 조웅천, 정상호, 조동화, 이대진, 전형도 - 투수 - 이태양, 서진용, 김광현, 최민준, 모리만도, 노경은, 문승원, 김택형, 오원석, 박종훈, 폰트, 고효준, 장지훈 - 포수 - 이재원, 김민식, 조형우 - 내야수 - 박성한, 안상현, 최정, 김성현, 최주환, 전의산, 최경모 - 외야수 - 김강민, 하재훈, 추신수, 라가레스, 한유섬, 오태곤, 최지훈 |
| 키움 히어로즈 | - 감독 - 홍원기 - 코치 - 김창현, 박재상, 오윤, 김일경, 강병식, 노병오, 박정배, 김지수, 박도현 - 투수 - 애플러, 김태훈, 최원태, 김재웅, 김성진, 양현, 안우진, 요키시, 이승호, 김선기, 김동혁, 이영준, 이명종, 윤정현 - 포수 - 김시앙, 김재현, 이지영 - 내야수 - 김웅빈, 김혜성, 신준우, 전병우, 송성문, 김태진, 김휘집 - 외야수 - 김준완, 이용규, 박준태, 임지열, 이정후, 푸이그     |

## 경기 기록
| 일시                                                            | 경기  | 원정팀(선공)  | 스코어 | 홈팀(후공)    | 개최 구장         | 개시 시각 | 관중수          | 경기 MVP               |
| --------------------------------------------------------------- | ----- | ------------- | ------ | ------------- | ----------------- | --------- | --------------- | ---------------------- |
| 11월 1일(화)                                                    | 1차전 | 키움 히어로즈 | 7 - 6  | SSG 랜더스    | 인천SSG랜더스필드 | 18시 30분 | 22,500명 (매진) | 전병우 (키움 히어로즈) |
| 11월 2일(수)                                                    | 2차전 | 키움 히어로즈 | 1 - 6  | SSG 랜더스    | 인천SSG랜더스필드 | 18시 30분 | 22,500명 (매진) | 폰트 (SSG 랜더스)      |
| 11월 4일(금)                                                    | 3차전 | SSG 랜더스    | 8 - 2  | 키움 히어로즈 | 고척스카이돔      | 18시 30분 | 16,300명 (매진) | 라가레스 (SSG 랜더스)  |
| 11월 5일(토)                                                    | 4차전 | SSG 랜더스    | 3 - 6  | 키움 히어로즈 | 고척스카이돔      | 14시 00분 | 16,300명 (매진) | 이승호 (키움 히어로즈) |
| 11월 7일(월)                                                    | 5차전 | 키움 히어로즈 | 4 - 5  | SSG 랜더스    | 인천SSG랜더스필드 | 18시 30분 | 22,500명 (매진) | 김강민 (SSG 랜더스)    |
| 11월 8일(화)                                                    | 6차전 | 키움 히어로즈 | 3 - 4  | SSG 랜더스    | 인천SSG랜더스필드 | 18시 30분 | 22,500명 (매진) | 김성현 (SSG 랜더스)    |
| 우승 : SSG 랜더스 (5번째), 한국시리즈 MVP : 김강민 (SSG 랜더스) |       |               |        |               |                   |           |                 |                        |

## 한국시리즈 경기

### 1차전
2022년 11월 1일 - 인천SSG랜더스필드
| 팀 | 1 | 2 | 3 | 4 | 5 | 6 | 7 | 8 | 9 | 10 | R | H  | E | B |
| 키움 히어로즈 ◄ | 0 | 0 | 0 | 0 | 2 | 2 | 0 | 0 | 2 | 1  | 7 | 8  | 1 | 6 |
| SSG 랜더스 | 0 | 1 | 1 | 0 | 1 | 1 | 0 | 1 | 1 | 0  | 6 | 12 | 2 | 5 |
| 승리 투수: 김재웅 패전 투수: 모리만도 홈런: 키움 – 전병우 (노경은 상대 9회 2점) SSG – 최정 (안우진 상대 3회 1점), 김강민 (김재웅 상대 9회 1점) |   |   |   |   |   |   |   |   |   |    |   |    |   |   |

- 애국가 : 양준모 (뮤지컬 배우)
- 1차전 MVP : 키움 전병우 - 2타수 2안타(1홈런) 3타점 1득점 (9회초 대타 출전 2점 홈런, 10회초 결승 1타점 적시타.)
  - SSG 김강민, 포스트시즌 역대 26번째 대타 홈런 (KS 11번째), 역대 포스트시즌 최고령 홈런 신기록 (40세 1개월 19일)
  - 키움 전병우, 포스트시즌 역대 25번째 대타 홈런 (KS 10번째)

1차전에서 SSG는 김광현, 키움은 안우진이 각각 선발 등판했다. 1차전의 포문을 연 쪽은 SSG였다. SSG는 2회말 2사 1,2루에서 김성현의 적시타로 선취점을 뽑았고 3회말엔 2사에서 최정의 1점 홈런으로 앞서 나갔다. 이 때 키움 선발 안우진은 홈런을 맞은 후 손가락 물집 증세를 보여 부상 강판됐다. 키움의 반격도 만만치 않았다. 키움은 5회초 1사 1루에서 송성문의 안타에 SSG 우익수 한유섬의 실책으로 주자가 득점해 1득점, 2사 1,3루 이용규 타석에서 SSG 포수 김민식의 포일로 3루 주자가 득점하여 동점을 만들었다. 5회말 SSG는 2사 1루에서 터진 최정의 1타점 2루타로 다시 리드를 잡았으나, 키움이 6회초 2사 1루에서 김태진의 1타점 2루타로 다시 동점, 이지영의 적시타로 재역전하여 김광현을 마운드에서 끌어내렸다. 6회말에는 SSG 라가레스가 유격수 실책으로 출루한 가운데 2사 3루에서 김성현의 적시타로 또 다시 동점을 만들었다. SSG는 8회말 무사 2,3루에서 오태곤의 희생플라이로 리드를 잡으며 승리를 눈앞에 두고 있었다. 그러나 9회초 노경은이 1사 2루에서 김휘집의 대타로 들어선 전병우에게 역전 2점 홈런을 허용했다. 역전에 성공한 키움은 9회말 마무리 김재웅을 올려 경기를 끝내려 했으나 1사 후 최지훈의 대타로 들어선 김강민에게 동점 홈런을 허용했다. 결국 두 팀은 1차전부터 연장 승부로 접어들었고 10회에 승패가 갈렸다. 10회초 2사 1,2루 찬스에서 전 타석 역전 홈런을 쳤던 전병우가 적시타를 때려내며 다시 리드를 잡은 키움은 김재웅이 10회말에도 올라와 2사 1,3루 위기를 맞았지만 전 타석에서 홈런을 허용했던 타자 김강민을 투수 땅볼로 처리해 경기를 끝내며 치열한 접전 끝에 키움이 1차전 승리를 거두게 됐다.

### 2차전
2022년 11월 2일 - 인천SSG랜더스필드
| 팀 | 1 | 2 | 3 | 4 | 5 | 6 | 7 | 8 | 9 | R | H  | E | B |
| 키움 히어로즈                                                                                            | 0 | 0 | 1 | 0 | 0 | 0 | 0 | 0 | 0 | 1 | 7  | 0 | 2 |
| SSG 랜더스 ◄                                                                                             | 3 | 0 | 0 | 0 | 2 | 0 | 1 | 0 | X | 6 | 10 | 0 | 4 |
| 승리 투수: 폰트 패전 투수: 애플러 홈런: SSG – 최지훈 (애플러 상대 5회 2점), 한유섬 (김태훈 상대 7회 1점) |   |   |   |   |   |   |   |   |   |   |    |   |   |

- 애국가 : 컨템포디보 (남성 4인조 팝페라 그룹)
- 2차전 MVP : SSG 폰트 - 7이닝 5피안타 2사사구 4탈삼진 1실점 (투구수 : 100개)

2차전에서 SSG는 폰트, 키움은 애플러가 각각 선발 등판했다. 2차전은 경기 내내 SSG가 분위기를 주도했다. 1회말 추신수와 최지훈의 연속 안타 그리고 최정의 볼넷으로 무사 만루 찬스를 잡은 SSG는 한유섬의 밀어내기 볼넷, 라가레스와 박성한의 연속된 내야 땅볼 타점으로 3점을 내며 출발했다. 3회초 폰트가 1점을 내줬으나, 5회말 SSG는 1사 후 추신수의 안타가 나온 뒤 최지훈이 2점 홈런을 작렬 시키며 4점 차로 달아났고, 7회말에는 키움의 세 번째 투수 김태훈으로부터 한유섬이 1점 홈런을 터트리며 사실상 경기의 쐐기를 박았다. 반면 키움은 폰트를 상대로 2회초 푸이그의 2루타와 폰트의 보크로 1사 3루 찬스를 만들었으나 무득점했고, 3회초 무사 만루 찬스를 잡았으나 이용규의 병살타로 3루 주자가 득점한 것이 유일한 득점이었다. 또한 선발 애플러는 초반 난조와 최지훈에게 홈런을 맞는 등 5실점으로 부진한 모습을 보였다. 선발 투수 폰트가 7이닝 1실점으로 호투한 SSG는 남은 8회와 9회를 김택형과 서진용이 각각 무실점으로 막고 2차전을 승리하며 SSG 랜더스로 팀명을 바꾼 뒤 첫 한국시리즈 승리와 함께 시리즈를 1승 1패 원점으로 맞추는데 성공했다.

### 3차전
2022년 11월 4일 - 고척스카이돔
| 팀 | 1 | 2 | 3 | 4 | 5 | 6 | 7 | 8 | 9 | R | H  | E | B |
| SSG 랜더스 ◄ | 0 | 0 | 0 | 0 | 0 | 0 | 0 | 2 | 6 | 8 | 14 | 0 | 2 |
| 키움 히어로즈 | 0 | 0 | 0 | 1 | 0 | 0 | 0 | 0 | 1 | 2 | 9  | 2 | 5 |
| 승리 투수: 김택형 패전 투수: 김동혁 홀드: 박종훈 (승리팀), 김선기 (패전팀) 홈런: SSG – 라가레스 (김동혁 상대 8회 2점) |   |   |   |   |   |   |   |   |   |   |    |   |   |

- 애국가 : 카더가든 (가수)
- 3차전 MVP : SSG 라가레스 - 5타수 2안타(1홈런) 1타점 1득점 (8회초 결승 2점 홈런)

3차전에서 키움은 요키시, SSG는 오원석이 각각 선발 등판했다. 경기 초반 두 투수의 팽팽한 투수전이 전개된 가운데 키움이 4회말 1사 후 푸이그의 2루타와 2사 후 이지영의 볼넷으로 맞은 1,2루에서 김태진의 적시타로 선취점을 뽑았다. 이 때 이지영이 3루까지 진루를 시도하다 런다운에 걸려 아웃되며 이닝은 종료되었다. SSG 선발 오원석은 4회말 1실점이 있었지만 키움 타선을 5와 ⅔이닝 동안 막아내었고, 1차전 등판 이후 사흘 만에 올라온 키움 선발 요키시도 역시 5와 ⅔이닝을 던진 가운데 무실점으로 SSG 타선을 막아냈다. 경기는 8회초 SSG 공격에서 급격히 분위기가 바뀌었다. 1사 후 최정이 키움 유격수 김휘집의 송구 실책으로 출루한 가운데 한유섬이 뜬공으로 물러나고 최정이 도루를 성공해 맞이한 2사 2루에서 라가레스가 키움의 세번째 투수 김동혁에게 역전 2점 홈런을 작렬시켰다. 여기에 SSG는 9회초 김재웅을 공략해 1사 만루에서  김강민이 적시타를 쳤고, 바뀐 투수 김태훈을 상대로 최정의 2타점 적시타, 한유섬의 2타점 2루타와 2사 후 박성한의 1타점 2루타 등 11명의 타자가 등장해 6개 안타와 실책, 고의사구까지 묶어 대거 6점을 뽑으며 승부를 완전히 결정지었다. 키움은 9회말 무사 2,3루 찬스를 잡았으나 김준완의 내야 땅볼로 1점을 얻는데 그쳤다. 결국 한국시리즈 3차전은 8~9회의 응집력있는 타선을 보여준 SSG가 가져가며 시리즈 1패 후 2연승에 성공했다. 동시에 SK 와이번스 시절부터 이어진 한국시리즈 3차전 무패도 이어갔다.

### 4차전
2022년 11월 5일 - 고척스카이돔
| 팀                                                              | 1 | 2 | 3 | 4 | 5 | 6 | 7 | 8 | 9 | R | H  | E | B |
| SSG 랜더스                                                      | 1 | 0 | 0 | 0 | 0 | 0 | 2 | 0 | 0 | 3 | 7  | 2 | 8 |
| 키움 히어로즈 ◄                                                 | 0 | 1 | 5 | 0 | 0 | 0 | 0 | 0 | X | 6 | 11 | 2 | 3 |
| 승리 투수: 양현 패전 투수: 모리만도 세이브: 최원태 홀드: 김재웅 |   |   |   |   |   |   |   |   |   |   |    |   |   |

- 애국가 : 메이트리 (혼성 5인조 아카펠라 그룹)
- 4차전 MVP : 키움 이승호 - 4이닝 1피안타 2사사구 2탈삼진 1실점 (투구수 : 48개)
  - SSG 최정, 포스트시즌 통산 최다 사사구 신기록 (55개)

4차전에서 키움은 이승호, SSG는 모리만도가 각각 선발 등판했다. 선취점은 SSG가 먼저 냈다. SSG는 1회초 추신수가 볼넷으로 출루 한 뒤 1사 후 폭투가 발생해 2루로 간 상황에서 최정의 적시타로 1점을 먼저 선취했다. 하지만 그 이후 키움의 대반격이 펼쳐졌다. 키움은 김태진의 안타, 이지영의 희생 번트, 송성문의 내야 안타로 만들어진 2회말 1사 1,3루에서 신준우의 번트 안타로 김태진이 득점하여 동점을 만들었고, 3회말에는 9명의 타자가 등장해 6개 안타와 상대 실책까지 곁들여 대거 5점을 뽑아내는 빅이닝을 만들어냈다. 사실상 불펜데이 경기로 준비했던 키움은 마운드에서도 선발 이승호가 4이닝 1실점을 기록하며 예상 외로 길게 끌어주었다. SSG는 6회부터 추격의 기회를 잡았는데 6회초 2사 만루에서 무득점했으나 7회초 2사 만루에서 김선기를 구원하기 위해 조기 투입된 김재웅을 상대로 최정이 2타점 적시타를 터트리며 3점 차까지 추격했다. 그러나 8회초 2사 만루에서 무득점, 9회초에도 키움 마무리 투수로 올라온 최원태에게 2사 1,2루에서 박성한이 투수 실책으로 출루해 만루 찬스를 잡았으나 최주환이 헛스윙 삼진으로 물러나서 4이닝 연속 만루 찬스에서 단 2점만 내는 아쉬운 모습을 보였다. 반면 키움은 3회 빅이닝과 마운드에서 이승호의 4이닝 1실점, 불펜이 5이닝를 단 두 점으로 막는 이어 던지기로 4차전을 승리하며 시리즈를 다시 2승 2패 원점으로 돌려놓았다.

### 5차전
2022년 11월 7일 - 인천SSG랜더스필드
| 팀 | 1 | 2 | 3 | 4 | 5 | 6 | 7 | 8 | 9  | R | H | E | B |
| 키움 히어로즈                                                                                            | 2 | 1 | 0 | 0 | 0 | 1 | 0 | 0 | 0  | 4 | 8 | 1 | 4 |
| SSG 랜더스 ◄                                                                                             | 0 | 0 | 0 | 0 | 0 | 0 | 0 | 2 | 3X | 5 | 6 | 1 | 5 |
| 승리 투수: 노경은 패전 투수: 최원태 홈런: SSG – 최정 (김재웅 상대 8회 2점), 김강민 (최원태 상대 9회 3점) |   |   |   |   |   |   |   |   |    |   |   |   |   |

- 애국가 : 권진아 (가수)
- 시구 (KBO리그 40주년 레전드 40인) : 김기태 (KT 2군 감독), 정민태 (前 한화 코치), 구대성 (前 질롱 코리아 감독), 이상훈 (MBC 스포츠플러스 해설위원)
- 5차전 MVP : SSG 김강민 - 1타수 1안타(1홈런) 3타점 1득점 (9회말 끝내기 3점 홈런)
  - SSG 김강민, 포스트시즌 역대 27번째 대타 홈런 (KS 12번째), 역대 포스트시즌 최고령 홈런 신기록 (40세 1개월 25일), 한국시리즈 역대 4번째 끝내기 홈런, 한국시리즈 최초 대타 끝내기 홈런

5차전에서 SSG는 김광현, 키움은 안우진이 각각 선발 등판했다. 5차전은 경기 후반까지 키움이 앞서가는 분위기로 흘러가고 있었다. 키움은 1회초 공격에서 1사 후 전병우의 볼넷과 이정후의 2루타로 맞이한 2,3루 찬스에서 2사 후 김태진이 2타점 적시타를 터트리며 선취점에 성공했고, 2회초는 무사 만루에서 김준완의 희생플라이, 6회초는 1사 2루에서 김혜성이 적시타를 터트리며 4점 차로 앞서고 있었고 키움의 선발 안우진은 SSG 타선을 4회까지 안타를 한 개도 허용하지 않았을 정도로 좋은 컨디션을 보여준 끝에 6이닝 2피안타 무실점으로 호투했다. 그러나 7회까지 무기력하게 끌려가던 SSG가 8회말과 9회말 두 방의 홈런으로 경기를 뒤집었다. SSG는 8회말 공격에서 키움 유격수 신준우가 실책을 저질러 최지훈이 출루한 1사 1루에서 최정이 김재웅에게 2점 홈런을 터트리며 2점 차로 추격했고, 9회말 공격에서 키움 마무리 투수로 등판한 최원태를 상대로 박성한의 볼넷, 최주환이 10구 승부 끝에 안타를 쳐내며 만들어진 무사 1,3루에서 최경모의 대타로 들어선 김강민이 왼쪽 담장을 넘기는 끝내기 역전 3점 홈런을 작렬시키며 경기를 뒤집었다. 이로써 SSG는 극적인 대역전승으로 5차전을 잡으며 시리즈 전적 3승 2패로 한국시리즈 우승까지 단 1승 만을 남겨두게 되었다.

### 6차전
2022년 11월 8일 - 인천SSG랜더스필드
| 팀 | 1 | 2 | 3 | 4 | 5 | 6 | 7 | 8 | 9 | R | H | E | B |
| 키움 히어로즈 | 0 | 0 | 2 | 0 | 0 | 1 | 0 | 0 | 0 | 3 | 5 | 3 | 1 |
| SSG 랜더스 ◄ | 0 | 0 | 2 | 0 | 0 | 2 | 0 | 0 | 0 | 4 | 6 | 0 | 2 |
| 승리 투수: 폰트 패전 투수: 요키시 세이브: 김광현 홀드: 김택형, 박종훈 홈런: 키움 – 임지열 (폰트 상대 3회 2점), 이정후 (폰트 상대 6회 1점) |   |   |   |   |   |   |   |   |   |   |   |   |   |

- 애국가 : 고성현 (성악가)
- 시구 : 정은혜 (캐리커쳐 작가 겸 배우)
- 6차전 MVP : SSG 김성현 - 4타수 1안타 2타점 (6회말 결승 2타점 2루타)
  - SSG 김강민, 한국시리즈 역대 최고령 MVP (40세 1개월 26일)

6차전에서 SSG는 폰트, 키움은 애플러가 각각 선발 등판했다. 6차전의 선취점은 벼랑끝에 몰린 키움에서 먼저 나왔다. 키움은 3회초 김혜성이 안타로 출루한 무사 1루에서 임지열의 밀어친 타구가 우측 담장을 넘어가는 2점 홈런이 되면서 선취 득점에 성공했다. 하지만 SSG는 2사 2,3루에서 한유섬의 타구를 키움 1루수 전병우가 송구 실책을 범한 틈을 타 두 명의 주자가 홈을 밟으며 동점을 만들었다. 이후 6회초에 키움이 1사 후 이정후의 1점 홈런으로 리드를 잡았지만 SSG는 6회말 공격에서 키움의 두 번째 투수 요키시를 상대로 라가레스가 상대 내야 실책, 박성한이 볼넷으로 출루하고 최주환의 희생 번트로 만들어진 1사 2,3루에서 김성현이 좌중간을 가르는 2타점 2루타로 단숨에 전세를 뒤집었다. 이 날 키움은 3개의 실책이 나왔고 두 개의 실책이 실점으로 이어진 반면 SSG는 호수비를 여러 차례 보여주며 탄탄한 수비를 보여주었다. 선발 폰트가 7과 ⅔이닝 3실점으로 호투한 SSG는 김택형, 박종훈, 김광현이 남은 아웃카운트 4개를 책임졌고 마지막 타자 이지영의 타구를 1루수 오태곤이 낚아채는 호수비로 경기를 끝내며 마침내 SSG 랜더스가 SK 와이번스 시절이었던 2018년 이후 4년 만의 우승이자 역시 SK 시절인 2010년 이후 12년 만의 통합 우승, 'SSG 랜더스'라는 이름으로 첫 우승으로 팀의 통산 5번째 우승을 달성했다.
- 한국시리즈 MVP : SSG 김강민 - 8타수 3안타(2홈런) 5타점 / 1차전 대타 동점 1점 홈런, 5차전 대타 끝내기 역전 3점 홈런 (기자단 투표 77표 중 42표 득표)

## 중계 일정
2022년 한국시리즈는 다음과 같은 방송사로부터 중계방송됐다.

### TV 중계
1차전
- KBS2 (현장 제작 - 캐스터 : 강승화 / 해설 : 박용택)
- SPOTV (캐스터 : 김민수 / 해설 : 김재현)
- MBC 스포츠플러스 (캐스터 : 한명재 / 해설 : 박재홍, 김선우)
- SBS 스포츠 (캐스터 : 정우영 / 해설 : 이순철, 김동수)

2차전
- SBS (캐스터 : 정우영 / 해설 : 이순철)

3차전
- MBC (캐스터 : 김나진 / 해설 : 이상훈, 박재홍)

4차전
- KBS2 (캐스터 : 강승화 / 해설 : 박용택)

5차전
- SBS (캐스터 : 정우영 / 해설 : 이순철)

6차전
- MBC (캐스터 : 김나진 / 해설 : 이상훈, 박재홍)

## 같이 보기
- 2022년 일본 시리즈
- 2022년 월드 시리즈